# 13057 Jorgensen
13057 Jorgensen (1990 VF8) là một tiểu hành tinh vành đai chính được phát hiện ngày 13 tháng 11 năm 1990 bởi C. S. Shoemaker và D. H. Levy ở Đài thiên văn Palomar.